# Nella Linhas Aéreas
NELLA Linhas Aéreas (kurz NELLA) ist eine geplante brasilianische Billigfluggesellschaft mit Sitz in Brasília und Basis auf dem Flughafen Flughafen Brasília. Der Betrieb sollte 2022 aufgenommen werden.

## Geschichte
Nella Linhas Aéreas befindet sich derzeit (Stand 9/2021) in der Zertifizierungsphase, die die Erstellung von Betriebshandbüchern und deren Bewertung umfasst.
Am 19. Juli 2021 gab Nella Linhas Aéreas bekannt, dass sie die Kontrolle über Albatros Airlines erworben habe. Der Kaufpreis wurde nicht bekannt gegeben. Jetzt hat Albatros Airlines ein neues Firmenimage und eine neue Marke, wie Albatros Airlines de Nella.
Am 10. August 2021 gab Nella den Kauf der Luftfahrtgesellschaft Amaszonas zu einem Kaufpreis von 50 Millionen US-Dollar bekannt, der die Aktivitäten von Nella Linhas Aéreas vorwegnahm. Die bolivianische Fluggesellschaft wurde in Nella Airlines Bolivia umbenannt.

## Ziele
Nella Linhas Aéreas beabsichtigte, an 78 verschiedenen Flughäfen zu operieren.

## Flotte
Die Flotte von Nella Linhas Aéreas soll aus folgenden Flugzeugen bestehen (Stand von 2021):
| Flugzeugtyp     | Anzahl | bestellt | Anmerkungen |
| --------------- | ------ | -------- | ----------- |
| Airbus A320-200 | 0      | 5        |             |
| ATR 42-300      | 0      | 4        |             |
| ATR 72          | 0      | 5        |             |
| Boeing 737-400  | 0      | 1        |             |
| Boeing 737-500  | 0      | 1        |             |
| Boeing 777-300  | 0      | 2        |             |